# Kabiné Komara

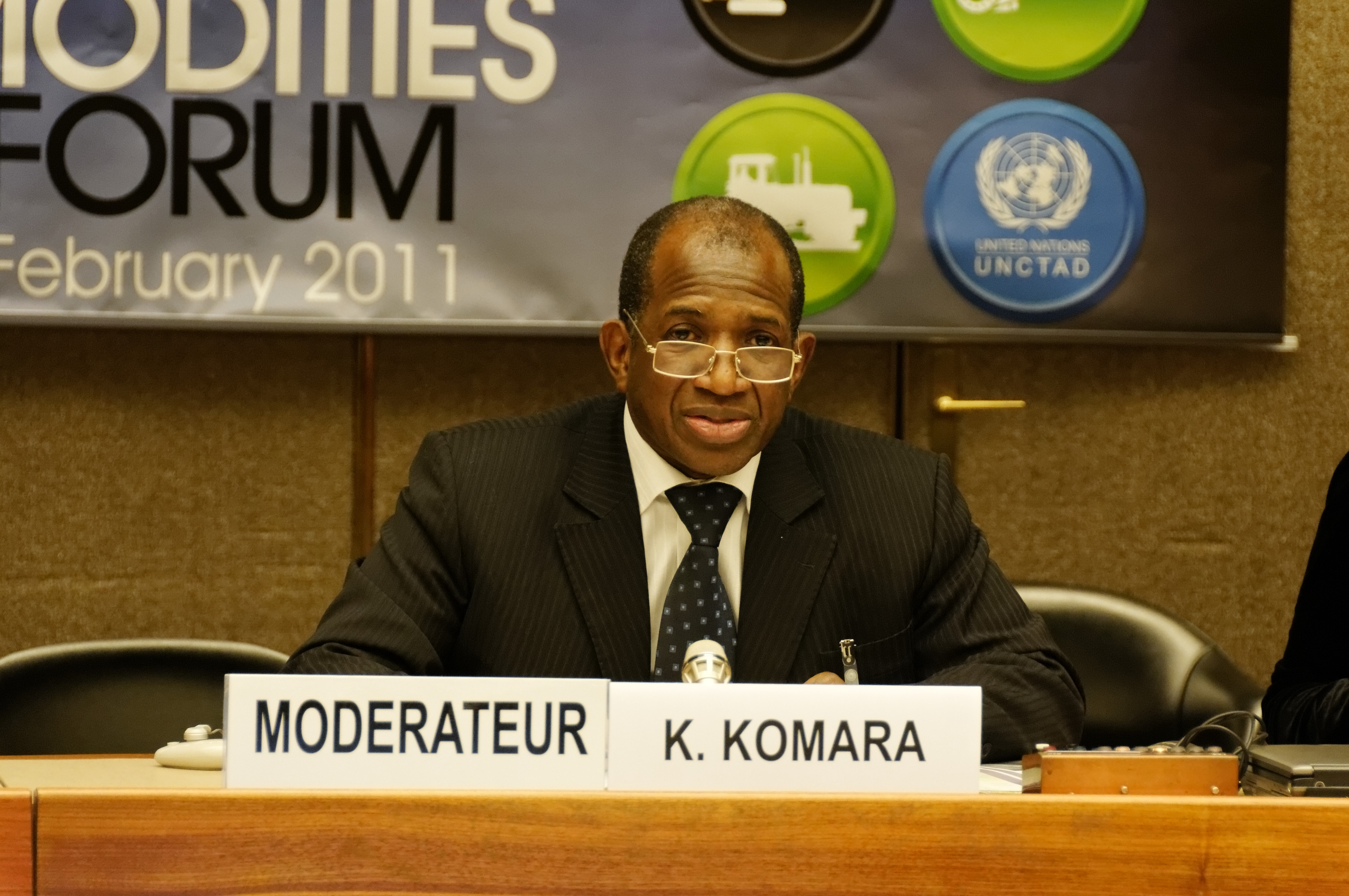
Kabiné Komara.

Kabine Komara, född 1950,  är en guyansk politiker. Han utsågs den 30 december 2008 till premiärminister i Guinea av Nationalrådet för demokrati och utveckling. Han avgick från posten 26 januari 2010. 
Komara är en ledande chef inom den Egyptenbaserade Afrikanska export-import-banken.
Statskupp 2021
I oktober 2021 ger Kabiné Komara sitt stöd till juntan som genomförde en statskupp i Guinea.
Han tog examen från HEC Paris, University of Colorado Boulder, American University i Kairo och Rennes School of Business.